# Овоскоп
Овоско́п (від лат. ovum — яйце і грец. skopéō — дивлюся, розглядаю) — оптичний прилад для візуальної перевірки якості яєць перед закладкою в інкубатор та в процесі їх інкубації, а також для контролю якості харчових яєць. Проводиться оцінка яєць просвічуванням. Застосування овоскопа дозволяє виявити неякісні яйця на ранній стадії інкубування і збільшити відсоток виходу пташенят.
Є футляром з овальними отворами за формою яєць. Усередині футляра розміщено джерело світла — електричну лампу. Оператор підносить яйця до отворів овоскопа, а світловий потік просвічує яйця забезпечуючи якісний перегляд їх. Для просвічування яєць в лотках застосовують стіл з освітлювальним блоком. Стіл забезпечений полицями, на які встановлюють лотки з яйцями, що перевіряються, освітлюваними знизу лампами.